# Johannes Bernardus Herman Willemsz Geeroms
Johannes Bernardus Herman Willemsz Geeroms (Kediri, 1 oktober 1902 – Manokwari, 1944) was een Nederlandse militair.
Willemsz Geeroms was kapitein in het Koninklijk Nederlands-Indisch Leger tijdens de Tweede Wereldoorlog. Hij was garnizoenscommandant in Manokwari (Nieuw-Guinea). Na de inval van Japan in het toenmalige Nederlands-Indië vormde hij een guerrillagroep die in de jungle de strijd tegen de Japanners voortzette. Door verraad werd een deel van de groep, waaronder Willemsz Geeroms, op 1 april 1944 opgepakt. Willemsz Geeroms werd door de Japanners onthoofd. Een deel van de groep, onder leiding van sergeant M.C. Kokkelink wist te ontkomen en overleefde de oorlog. Op 12 april 1945 kreeg hij postuum de Bronzen Leeuw toegekend.